# Sự tiếp cận
Sự tiếp cận là một cụm từ chung dùng để miêu tả mức độ một sản phẩm, thiết bị, dịch vụ, hoặc môi trường có thể được sử dụng bởi càng nhiều người càng tốt. Sự tiếp cận có thể được xem như khả năng tiếp cận và khả năng hưởng lợi từ một hệ thống hay vật chất. Sự tiếp cận thường được dùng tập trung vào những người khuyết tật hoặc có nhu cầu đặc biệt hoặc quyền tiếp cận tới các thực thể khác nhau, thường thông qua việc sử dụng thiết bị hỗ trợ.
Theo Bộ Luật Người khuyết tật Việt Nam, có hiệu lực từ ngày 01/01/2011 định nghĩa: "Tiếp cận là việc người khuyết tật sử dụng được công trình công cộng, phương tiện giao thông, công nghệ thông tin, dịch vụ văn hóa, thể thao, du lịch và dịch vụ khác phù hợp để có thể hòa nhập cộng đồng.
Sự tiếp cận không nên bị nhẫm lẫn với ''sự khả dụng'' thường được sử dụng để miêu tả phạm vi mà một sản phẩm (ví dụ như thiết bị, dịch vụ, môi trường) có thể được sử dụng bởi những đối tượng sử dụng nhất định để đạt được những mục đích cụ thể với sự hiệu quả, hiệu suất và sự thỏa mãn trong một bối cảnh sử dụng cụ thể.
Sự tiếp cận liên quan trực tiếp tới thiết kế dành cho mọi người khi sử dụng cách thức tiếp cận trực tiếp, liên quan tới việc làm cho mọi thứ trở nên tiếp cận với tất cả mọi người (kể cả khi họ có bị khuyết tật hay không). Một giải pháp khác là tiếp cận gián tiếp bằng cách hỗ trợ việc sử dụng các thiết bị hỗ trợ để đạt được sự tiếp cận (ví dụ, thiết bị đọc).
Cụm từ sự tiếp cận cũng được sử dụng trong Hội nghị về quyền lợi của người khuyết tật cũng như cụm từ thiết kế dành cho mọi người.
Có nhiều định nghĩa về sự tiếp cận đã được dùng làm cơ sở để xây dựng các bộ luật và quy định điều lệ về quyền được tiếp cận của các cá nhân trong cộng đồng.

## Tiếp cận trong lĩnh vực Người Khuyết Tật

Tem thư của Cộng hòa Dân chủ Đức năm 1981, người khuyết tật đi xem triển lãm nghệ thuật

Thuật ngữ này thường được sử dụng để mô tả những phương tiện hoặc tiện nghi hỗ trợ người khuyết tật, giống như trong tiếp cận dành cho xe lăn, hoặc có thể mở rộng tới hệ thống ký hiệu Braille, đường dốc xe lăn, thang máy tiếp cận, tín hiệu âm thanh ở vạch qua đường dành cho người đi bộ, đường quanh của lối đi bộ, thiết kế trang web, tiếp cận trong việc đọc, và còn những vấn đề khác nữa.
Sự tiếp cận dành cho người khuyết tật được tập trung vào 3 lĩnh vực chính:
- Giao thông tiếp cận: Trong giao thông, tiếp cận nói đến sự đến được nơi cần tới một cách dễ dàng. Người ở những địa điểm có mức độ tiếp cận cao sẽ đến được với nhiều hoạt động một cách nhanh chóng, còn người ở những địa điểm không thể tiếp cận được thì sẽ đến được với ít hoạt động bằng một lượng thời gian đáng kể. Một trong những tiêu chuẩn cơ bản của giao thông tiếp cận là nền thấp (hoặc gầm thấp), đặc biệt là với những phương tiện vận tải công cộng.
- Truyền thông và công nghệ thông tin tiếp cận: Đây là phương diện khác của sự tiếp cận, nó giúp cho người khuyết tật có thể tiếp cận được với công nghệ thông tin cùng các dịch vụ của nó với những khoảng cách không rào cản tối thiểu. Chẳng hạn một trang website tiếp cận cho người khiếm thị sẽ có kèm theo lời tường thuật về trang web, nó mô tả chi tiết các chế độ tiếp cận, bảng chỉ dẫn các phím tiếp cận…
- Hội họp và hội thảo tiếp cận: Hội họp và hội thảo được xem là nhu cầu cần thiết với tất cả mọi người. Một cuộc hội họp hoặc hội thảo tiếp cận phải hội tụ được những yêu cầu sau: Di chuyển tiếp cận, nghe tiếp cận, nhìn tiếp cận…

## Đối tượng có nhu cầu tiếp cận

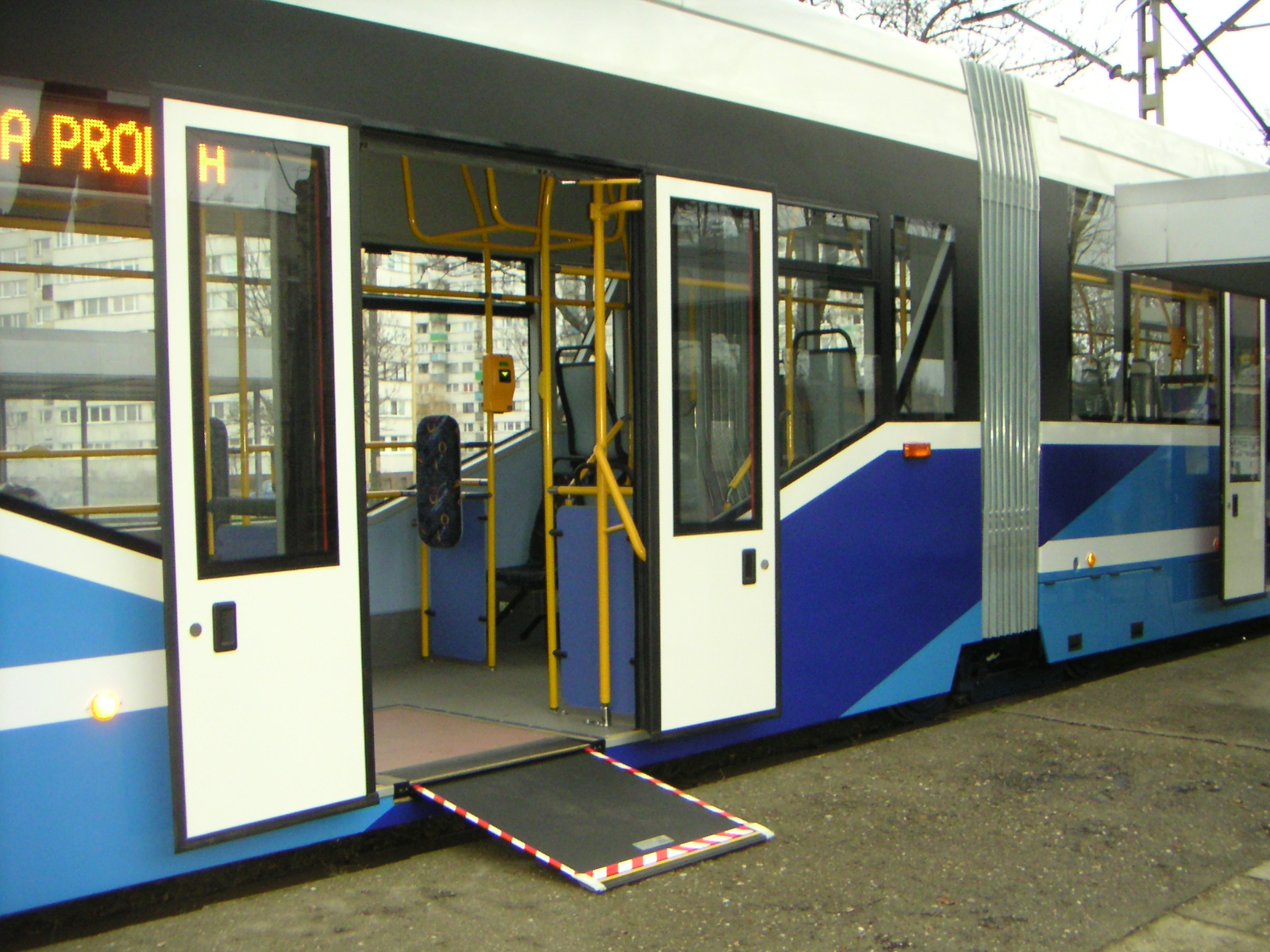
Xe điện công cộng có sàn thấp và đoạn nối giúp người đi xe lăn, và xe trẻ em lên xe, tại Ba Lan

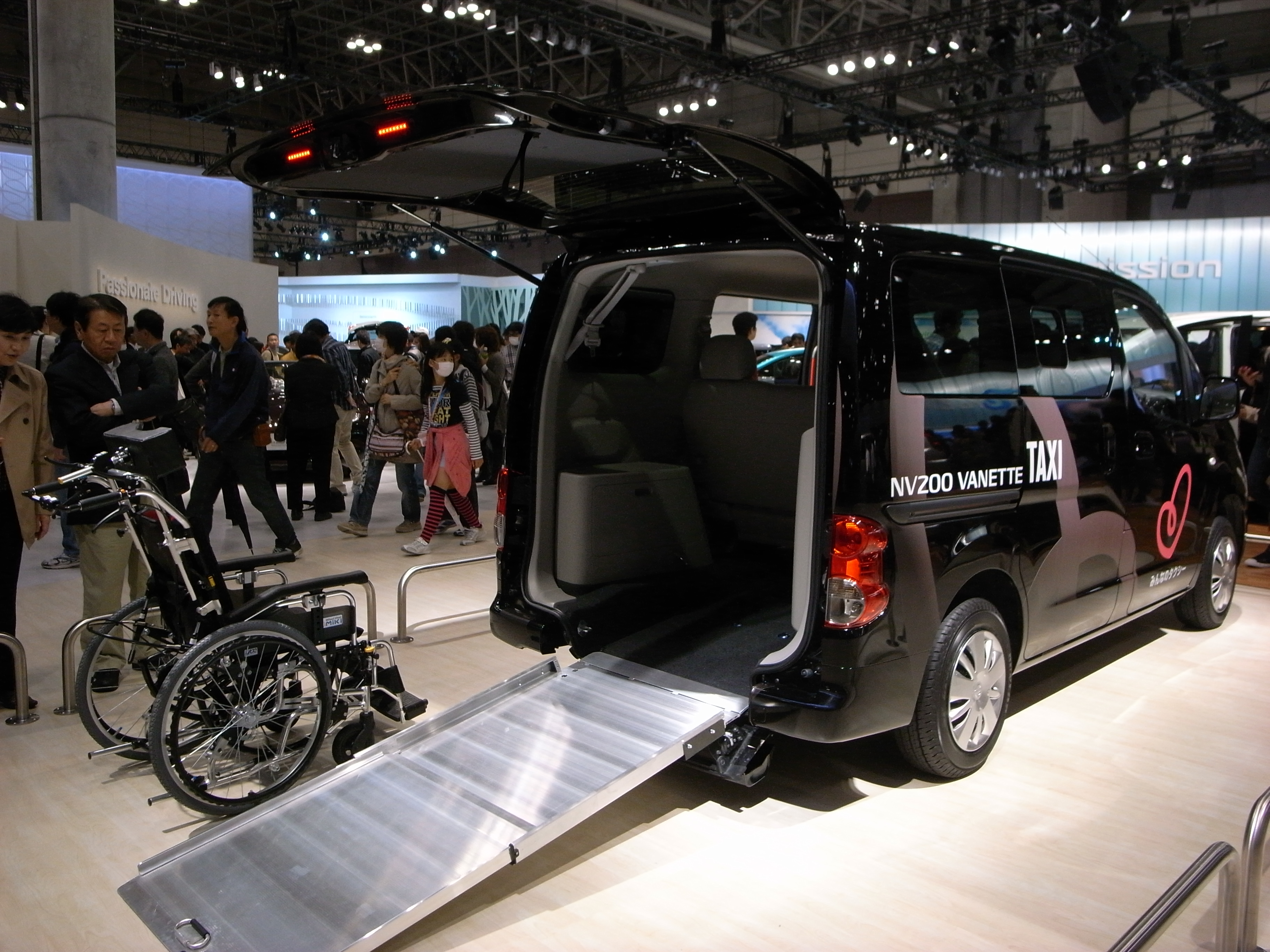
Xe Taxi dành cho người đi xe lăn

Người có nhu cầu tiếp cận thường được hiểu là những Người khuyết tật. Mọi người đều có những khiếm khuyết, tuy nhiên có những người mang những khiếm khuyết thể hiện rõ ra bên ngoài và dẫn đến việc bị hạn chế trong một số sinh hoạt hàng ngày như đi lại, học hành, vệ sinh cá nhân, ăn ngủ, lao động.
Tuy nhiên, đối tượng có nhu cầu tiếp cận không chỉ có những người khuyết tật, mà bao gồm tất cả mọi đối tượng gặp những trở ngại hạn chế việc tiếp cận. Có thể căn cứ vào những đặc điểm của việc hạn chế tiếp cận để phân loại các đối tượng dựa trên nhu cầu tiếp cận:
- Đối tượng hạn chế về vận động: bao gồm những người khuyết tật vận động, người đi nạng hoặc gậy chống hoặc lồng chống, người sử dụng xe lăn - xe lắc, người sử dụng tay-chân giả, người cao tuổi, phụ nữ đang mang thai, phụ nữ đẩy xe nôi.
- Đối tượng hạn chế về tầm nhìn: bao gồm những người khiếm thị, người có thị lực kém hoặc bị tổn thương thị giác.
- Đối tượng hạn chế về thính lực: bao gồm những người khiếm thính, người có thính lực kém hoặc bị tổn thương thính giác, người sử dụng các thiết bị trợ thính.
- Đối tượng hạn chế về nhận thức: bao gồm những người thiểu năng, bị tổn thương thần kinh, không có khả năng nhận thức.

Ở Việt Nam cũng như nhiều quốc gia khác trên thế giới, nhu cầu tiếp cận của những người khuyết tật vận động luôn được quan tâm nhiều hơn so với các đối tượng khác.

## Lịch sử vận động xoá bỏ rào cản tiếp cận
Nhu cầu tiếp cận đã có từ rất xưa, ngay từ khi có người khuyết tật, người cao tuổi. Nhưng vấn đề tiếp cận cho người khuyết tật chỉ mới được quan tâm trong thế kỷ XX. Để chính phủ và cộng đồng quan tâm đến Người khuyết tật và đấu tranh cho việc hoà nhập cộng đồng của người khuyết tật, các nhóm người khuyết tật tự phát, các tổ chức phi lợi nhuận, phi chính phủ đã tổ chức nhiều chương trình vận động - đấu tranh dưới nhiều hình thức khác nhau để xoá bỏ các rào cản tiếp cận.
Khẩu hiệu của các cuộc vận động và các giải pháp thúc đẩy tiếp cận thường là Tiếp cận không vật cản, Đi lại cho mọi người, Tiếp cận tự do. 
Nhiều thành phố lớn trên thế giới đã đưa chương trình xoá bỏ rào cản tiếp cận vào chương trình quy hoạch đô thị, phát triển đô thị bền vững, khai thác và phát triển du lịch bền vững. Nhiều doanh nghiệp xây dựng đưa việc tối đa tiện nghi tiếp cận cho mọi người vào sứ mạng - tầm nhìn của doanh nghiệp, nhằm hướng đến sự phát triển kinh tế bền vững.

## Các cuộc vận động xoá bỏ rào cản tiếp cận trên thế giới
- Ở Mỹ, theo như Đạo luật người khuyết tật Mỹ năm 1990, những công trình xây dựng mới, cả công cộng và tư nhân đều phải tiếp cận được. Các doanh nghiệp tư nhân hiện hữu được yêu cầu tăng cường khả năng tiếp cận của các công trình khi thực hiện những cuộc trùng tu tương thích với giá trị của những công trình tiếp cận khác. Bộ tiếp cận Hoa Kỳ là "một cơ quan chính phủ liên quan đến vấn đề thiết kế tiếp cận cho Người khuyết tật." Mạng lưới sự thuận tiện về công việc thảo luận về sự thuận tiện cho người khuyết tật ở nơi làm việc. Nhiều bang ở Mỹ có những đạo luật người khuyết tật riêng.
- Ở Úc, Đạo luật chống phân biệt đối xử với người khuyết tật 1992 có nhiều điều khoản dành cho sự tiếp cận.
- Ở Anh, Đạo luật công bằng 2010 có nhiều điều khoản dành cho sự tiếp cận.
- Ở Nam Mỹ, Đạo luật tăng cường sự công bằng và ngăn chặn nạn phân biệt đối xử bất công 2000 có nhiều điều khoản cho sự tiếp cận.
- Ở Nhật Bản, Luật Giao thông không rào cản toàn diện vào năm 2000 là kết quả của hơn 14 cuộc tuần hành về chủ đề giao thông tiếp cận được tổ chức vào ngày Người Khuyết Tật Nhật Bản (tháng 11 hàng năm)
- Ở Ontario, Canada, Đạo luật người khuyết tật Ontarion năm 2001 nhằm mục đích "tăng cường sự nhận biết, loại bỏ và giảm thiểu những rào cản đối với người khuyết tật…"

### Hoạt động vận động xoá bỏ rào cản tiếp cận ở Việt Nam
Ở Việt Nam, các chương trình vận động xoá bỏ rào cản còn thực hiện rải rác, thông qua các bài phóng sự báo chí về giao thông tiếp cận và tập trung vào tiếp cận công trình công cộng như lề đường và xe buýt tiếp cận. Thành quả đạt được từ các hoạt động vận động biện hộ từ các trung tâm sống độc lập hoặc tổ chức cộng đồng là:
- Luật Người Khuyết Tật, có hiệu lực từ ngày 01/01/2011.
- QCVN: 2009/BXD1 - Quy chuẩn kỹ thuật quốc gia - Xây dựng công trình đảm bảo người khuyết tật tiếp cận sử dụng
- TCVN: 2009 "Công trình dân dụng - Nguyên tắc cơ bản xây dựng công trình đảm bảo người khuyết tật tiếp cận sử dụng" do Viện kiến trúc, Quy hoạch đô thị và Nông thôn biên soạn, Bộ xây dựng đề nghị, Tổng cục tiêu chuẩn Đo lường Chất lượng thẩm định, Bộ Khoa học Công nghệ công bố.

Các Luật, quy định và quy chuẩn xây dựng này là cơ sở pháp lý để tiến hành các hoạt động xoá bỏ rào cản tiếp cận cho người khuyết tật có cơ hội hoà nhập cộng đồng. Để ứng dụng thực tiễn bộ luật, Trung tâm Khuyết tật và Phát triển DRD phối hợp với Liên hiệp hội Người khuyết tật Việt Nam thực hiện Dự án Bản đồ tiếp cận cho Người khuyết tật nhằm tăng sự hoà nhập của Người khuyết tật với cộng đồng và nâng cao nhận thức của cộng đồng về nhu cầu hoà nhập chính đáng của Người khuyết tật.

## Giao thông tiếp cận
Khi nhắc đến giao thông, sự tiếp cận đề cập tới việc dễ dàng tiếp cận các địa điểm. Các học giả đã luôn tranh cãi thuật ngữ dễ dàng cần phải được định nghĩa và đo lường. Ở những địa điểm có mức độ tiếp cận cao thì có thể tiếp cận nhiều hoạt động hoặc địa điểm nhanh chóng, ngược lại ở những địa điểm không tiếp cận, con người chỉ có thể tiếp cận được ít địa điểm hơn trong cùng một thời gian.
Một cách đo lường thường được dùng là đo lường sự tiếp cận trong một khu vực phân tích giao thông i là:
{\displaystyle Accessibility_{i}=\sum _{j}{Opportunities_{j}}\times f\left({C_{ij}}\right)}
trong đó:
i= chỉ số của những điểm gốc
j= chỉ số của những điểm đến đến
f(Cij)=  hàm số của chi phí di chuyển chung (những địa điểm gần hơn hoặc rẻ tiền hơn thì được đánh giá cao hơn những địa điểm xa hơn hoặc đắt tiền hơn)
Đối với phương tiện giao thông không cơ giới chẳng hạn như đi bộ hoặc đạp xe, chi phí di chuyển chung có thể bao hàm các yếu tố thêm vào ví dụ như độ an toàn hoặc độ dốc.
Giao thông ở Luân Đôn sử dụng phương thức tính toán, được biết như là Mức độ tiếp cận của giao thông công cộng (PTAL), sử dụng khoảng cách từ bất kì điểm nào tới trạm dừng của phương tiện giao thông công cộng gần nhất, và tần suất dịch vụ ở những điểm này, để đánh giá sự tiếp cận của một điểm với dịch vụ giao thông công cộng. Sự tiếp cận của xe hơi đề cập tới việc dễ dàng sử dụng bởi người khuyết tật.

### Quy hoạch và lập kế hoạch Giao thông tiếp cận

#### Trên thế giới

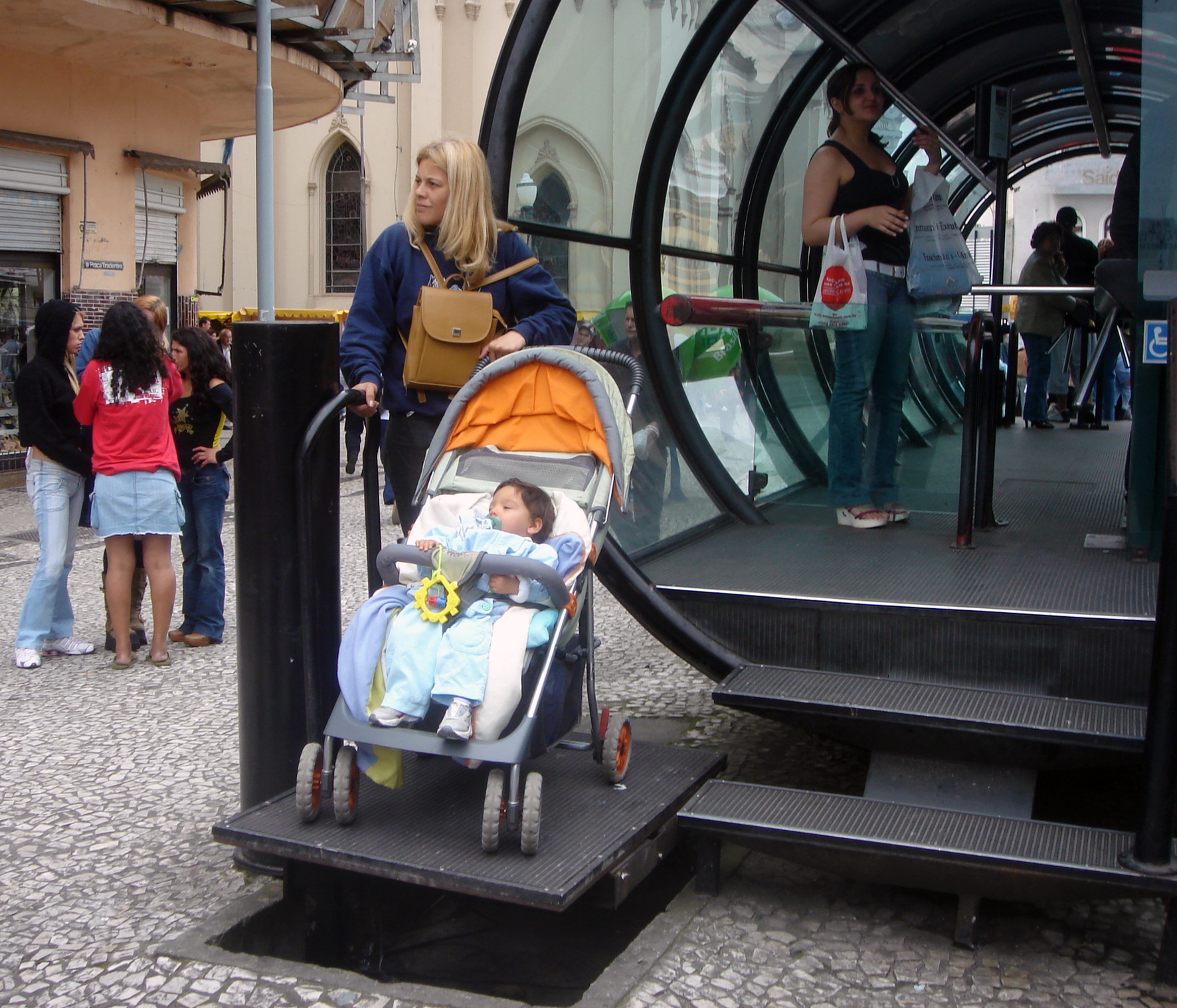
Ống chờ xe buýt ở Curitiba, Brazil, với thang máy cho xe lăn, xe trẻ nhỏ

Ở Vương quốc Anh, Bộ giao thông đã yêu cầu các chính quyền địa phương đưa ra một Kế hoạch Tiếp cận có thể bao hàm trong Kế hoạch Giao thông Địa phương. Một Kế hoạch Tiếp cận đưa ra cách thức mà chính quyền địa phương có thể nâng cao khả năng tiếp cận đối với công việc, học tập, chăm sóc sức khỏe, các cửa hàng thức ăn và những dịch vụ quan trọng khác của địa phương, đặc biệt cho các nhóm và khu vực yếu thế. Những mục tiêu tiếp cận được định nghĩa trong các Kế hoạch tiếp cận, thường bao gồm khoảng cách hoặc thời gian để tiếp cận các dịch vụ bằng những phương tiện giao thông khác nhau gồm đi bộ, đạp xe và phương tiện giao thông công cộng.

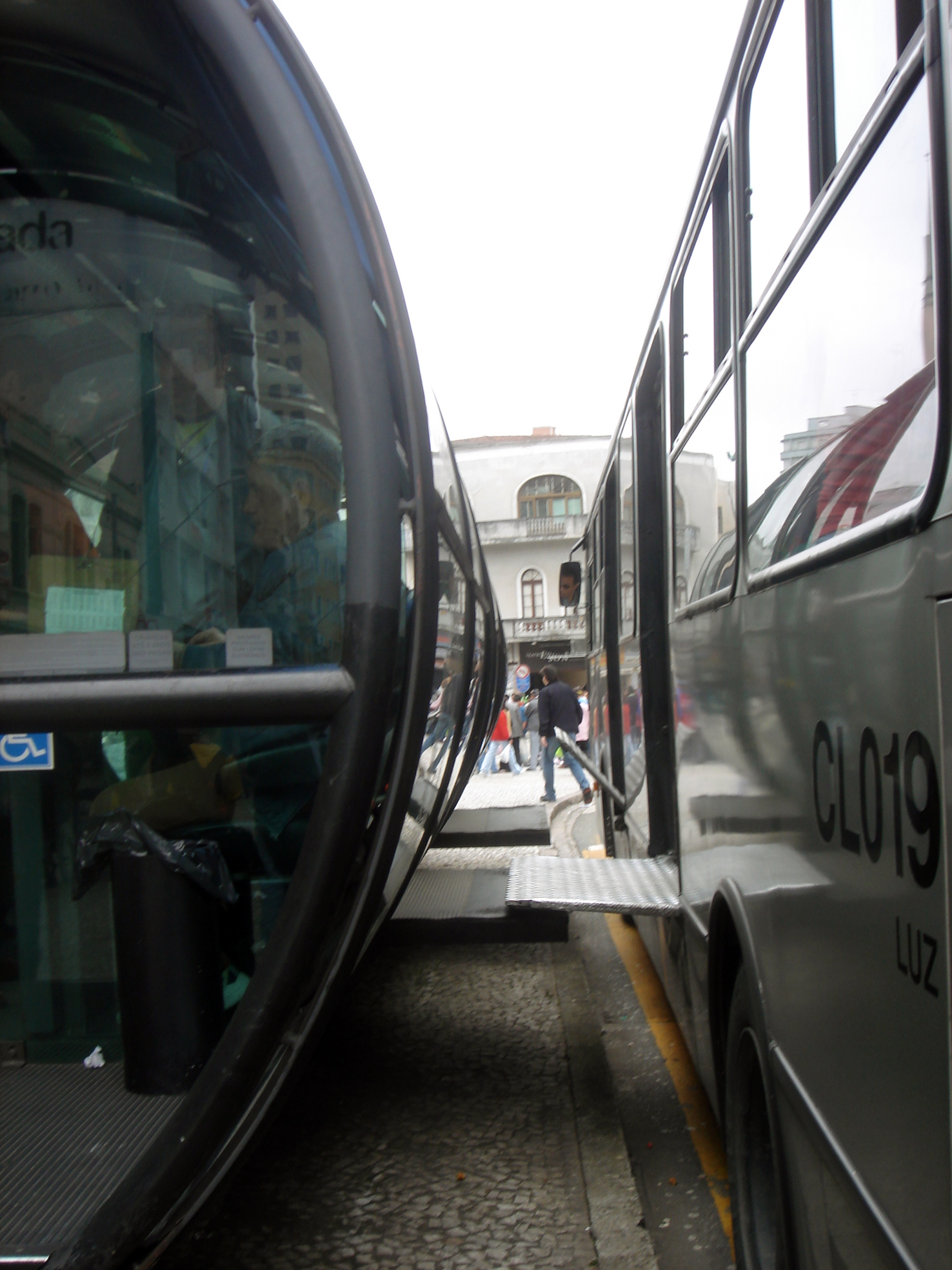
Tiếp cận dành cho mọi người được cung cấp bởi hệ thống giao thông công cộng ở Curitiba, Brazil

Kế hoạch tiếp cận được giới thiệu như là một kết quả của bài báo cáo "Tạo nên những mối liên hệ: Báo cáo cuối cùng về giao thông và sự loại trừ xã hội". Báo cáo này là kết quả của nghiên cứu được thực hiện bởi nhóm Social Exclusion. Vương quốc Anh cũng có cách thức hành động nhằm tạo ra những xe lửa và những nhà ga tiếp cận: "Thiết kế xe lửa và nhà chờ tiếp cận cho người khuyết tật: Cách thức hành động".[2] Cách thức hành động này đầu tiên được xuất bản vào năm 2002 với mục đích tuân theo Mục 71B của Đạo luật Đường sắt 1993, và được điều chỉnh sau khi tham khảo ý kiến công dân vào năm 2008
Tại Brazil, Curitiba là một thành phố cam kết sử dụng giao thông tiếp cận được. Tiêu biểu nhất cho phương tiện giao thông tiếp cận ở đây là hệ thống ống chờ xe buýt. Ngày nay dân cư thành phố lên đến 1,7 triệu người và vùng đô thị 3 triệu người (2009) và diện tích thành phố cũng được mở rộng ra gấp đôi. Lo ngại nguy cơ phát triển mất kiểm soát chính quyền thành phố đã tiến hành quy hoạch tổng thể với nguyên tắc: "Quy hoạch giao thông là di chuyển con người chứ không phải xe hơi, do đó người đi bộ và giao thông công cộng được ưu tiên tại những khu vực thường xuyên tắc nghẽn." Và năm 1974 hệ thống giao thông công cộng tích hợp (INT) được ra đời cùng với 20 trạm trung chuyển là những trạm chờ hình ống(boarding tube)
Brazil cũng thành lập Ban giao thông tiếp cận tại Rio de Jameirio để đảm nhận công tác quy hoạch và lập kế hoạch cho thành phố giao thông tiếp cận. Ở Mehico có nhóm Công tác về giao thông tiếp cận.

### Phương tiện giao thông tiếp cận
Phương tiện giao thông tiếp cận thường được nhắc đến với đặc điểm sàn thấp. Ở các nước phát triển, xe buýt sàn thấp và xe điện sàn thấp là phương tiện giao thông công cộng tiếp cận phổ biến nhất. Trong các phương tiện giao thông sàn thấp, không có sự hiện diện của những bậc thang nên cho phép người khuyết tật và các đối tượng khác, kể cả phụ nữ đẩy xe nôi có thể tiếp cận được mà không gặp trở ngại.
Về mặt phương tiện, sàn thấp thường kết hợp với sự tiếp cận bình thường từ một lề đường có chiều cao chuẩn. Tuy nhiên, sự tiếp cận của một phương tiện sàn thấp thường sử dụng một phần nâng của lề đường ở trạm xe buýt, hoặc thông qua việc sử dụng một tấm ván nâng ở những trạm  xe buýt nhanh  hoặc trạm dừng tàu điện. Việc tiếp cận từ lề đường là một bước phát triển công nghệ của những năm 1990, ví dụ như là cách sắp đặt bên trong xe buýt không có những bậc thang đã tồn tại nhiều thập kỉ trong một số trường hợp, với những bậc thang lối vào được giới thiệu như thiết kế khung và những quy tắc về chiều cao đã được thay đổi.
Những xe buýt sàn thấp có thể được thiết kế với một thiết bị điều chỉnh chiều cao đặc biệt, cho phép một xe buýt tạm thời hạ thấp sàn, để xe lăn có thể tiếp cận. Đây là xe buýt hạ thấp.
Ở những hệ thống vận chuyển nhanh, phương tiện thường có sàn cùng chiều cao với sân ga nhưng các trạm thường ở dưới lòng đất hoặc được nâng cao, cho nên sự tiếp cận không còn liên quan tới việc cung cấp những phương tiện sàn thấp, nhưng phải cung cấp lối tiệp cận không có những bậc thang từ đường phố tới sân ga (thông thường bởi thang máy, ở một số nơi chỉ dùng cho hành khách khuyết tật, nhằm đảm bảo lối tiếp cận này không bị cản trở bởi những người khỏe mạnh)

## Công trình tiếp cận

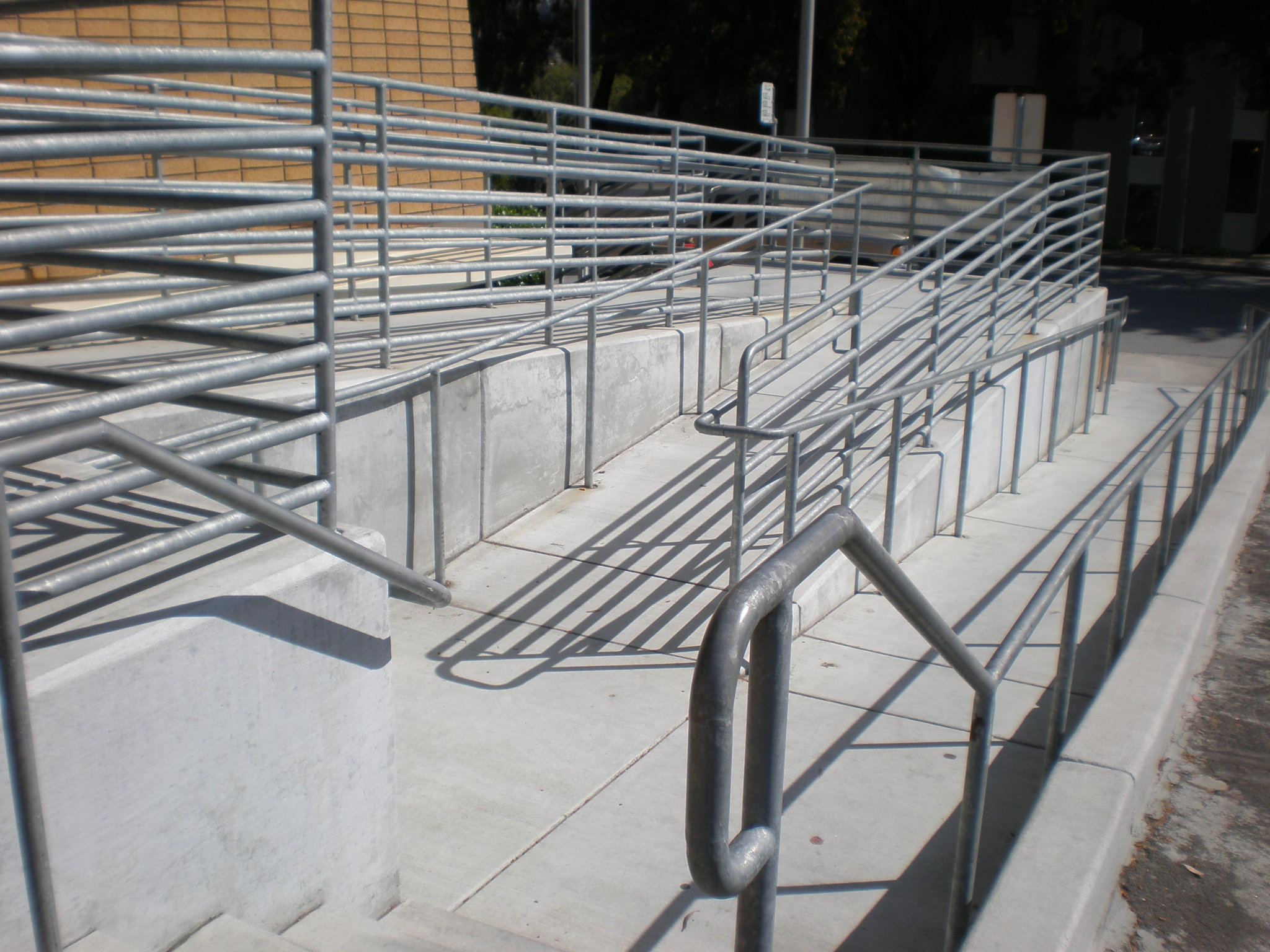
Đường dẫn giúp người đi xe lăn có thể lên bực thang, và vào một thư viện tại San Francisco

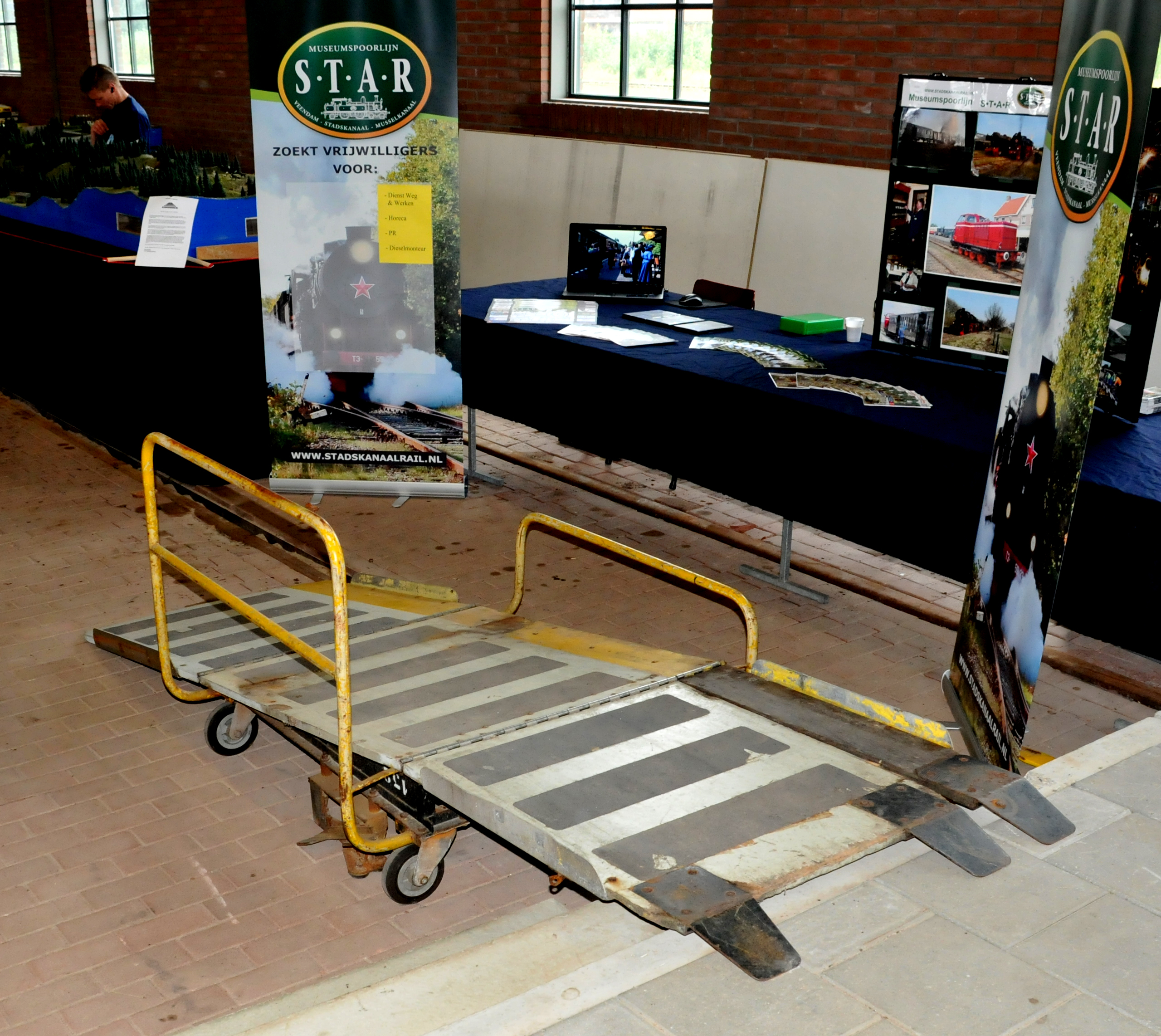
Càu nối di động

### Nền tảng pháp lý công trình tiếp cận
Nhận thấy nhu cầu tiếp cận các công trình của Người khuyết tật, năm 2002 Bộ Xây dựng đã ký Quyết định số 01/2002-BXD ban hành bộ Quy chuẩn xây dựng và tiêu chuẩn xây dựng cho các đơn vị chủ quản, bao gồm các văn bản hướng dẫn với đầy đủ số liệu cụ thể trong xây dựng:
- + QCXDVN 01: 2002, Quy chuẩn xây dựng công trình để đảm bảo người tàn tật tiếp cận sử dụng.
- + TCXDVN 264: 2002, Nhà và công trình - Nguyên tắc cơ bản xây dựng công trình để đảm bảo người tàn tật tiếp cận sử dụng.

Văn bản được biên soạn căn cứ vào Pháp lệnh về người khuyết tật:
Điều 26: "Việc đầu tư xây dựng mới hoặc cải tạo công trình nhà ở, các công trình công cộng và thiết kế chế tạo các dụng cụ sinh hoạt, các phương tiện giao thông, liên lạc phải tính đến nhu cầu sử dụng thuận tiện của người tàn tật, trước hết là người tàn tật các dạng vận động, thị giác, đồng thời phải tuân thủ tiêu chuẩn, quy chuẩn xây dựng do cơ quan Nhà nước có thẩm quyền ban hành".

### Các loại công trình dân dụng cần được tiếp cận
Công trình dân dụng trong tiêu chuẩn TCVN:2009 bao gồm nhà ở và công trình công cộng được gọi tắt là công trình, bao gồm:
1. Cơ quan, công trình trụ sở làm việc
2. Công trình văn hoá
3. Công trình thể thao
4. Công trình thương mại
5. Công trình khách sạn
6. Công trình y tế
7. Công trình giáo dục
8. Công trình phục vụ giao thông
9. Công trình dịch vụ công cộng
10. Nhà ở (chung cư, nhà riêng lẻ)

## Bình đẳng tiếp cận trong giáo dục và giải trí

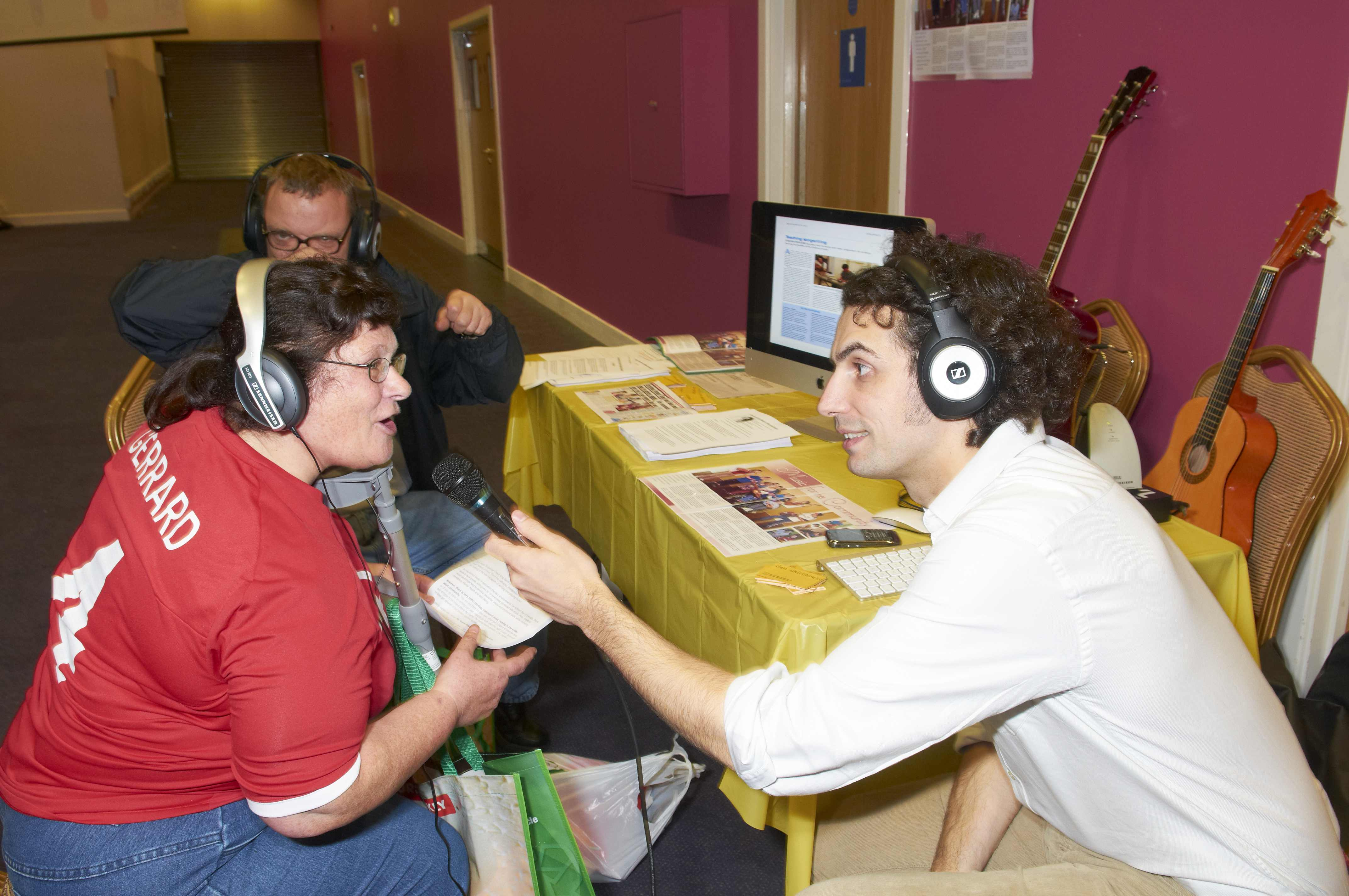
Hội chợ Cơ hội và Triển lãm nghệ thuật tại Hockley, Birmingham để tìm ra những dịch vụ, hỗ trợ và cơ hội dành cho người khuyết tật và tạo sự thông cảm giữa người khuyết tật và người không khuyết tật

Tiếp cận bình đẳng giáo dục cho học sinh khuyết tật được hỗ trợ ở một số quốc gia và được quy định cụ thể trong pháp luật. Việc này vẫn còn là thách thức đối với một số học sinh khuyết tật để có thể tham gia đầy đủ trong các cơ sở giáo dục chính thống, nhưng nhiều công nghệ thích ứng và các chương trình trợ giúp thích hợp đang được cải thiện. Ở Ấn Độ, Hội đồng y tế của Ấn Độ hiện đã thông qua các chỉ thị cho tất cả các cơ sở y tế để làm người khuyết tật phải được tiếp cận dịch vụ y tế dễ dàng. Điều này xảy ra do một kiến nghị của người sáng lập là Tiến sĩ Satendra Singh.
Sinh viên, học sinh khiếm khuyết về thể chất hoặc tâm thần hoặc trong tình trạng khuyết tật có thể yêu cầu được hỗ trợ ghi chép, có thể được cung cấp bởi một doanh nghiệp cung cấp dịch vụ như vậy, như với các dịch vụ dạy kèm. Sách nói, tài liệu  giáo khoa ghi âm có sẵn trong các trường trung học và sau trung học tại Canada. Ngoài ra, sinh viên có thể yêu cầu công nghệ thích ứng để sử dụng máy tính và truy cập Internet.
Gần đây, Việt Nam cũng bắt đầu chú ý vấn đề này. Theo Bộ Luật Người khuyết tật Việt Nam, có hiệu lực từ ngày 01/01/2011 định nghĩa: "Tiếp cận là việc người khuyết tật sử dụng được công trình công cộng, phương tiện giao thông, công nghệ thông tin, dịch vụ văn hóa, thể thao, du lịch và dịch vụ khác phù hợp để có thể hòa nhập cộng đồng". Trung tâm Nghiên cứu và Phát triển Năng lực Người khuyết tật tại Việt Nam đã có Dự án Bản đồ tiếp cận cho Người khuyết tật để tăng sự hoà nhập của Người khuyết tật với cộng đồng và nâng cao nhận thức của cộng đồng về nhu cầu hoà nhập chính đáng của Người khuyết tật trong sự tiếp cận các công trình dân dụng và công trình công cộng. Được sự tài trợ của Tổ chức Nippon Foudation, "Trung tâm sống độc lập" đã giúp một số người khuyết tật không bị cô lập mà được trở lại tham gia những sinh hoạt cộng đồng, có thể sống hoà nhập, có khả năng độc lập tự chủ, cũng như nhận được thông cảm của người bình thường.